# 日產March BOX
日產March BOX是一部由日本日產汽車公司設計製造的五門掀背式旅行車，乃自日產March第二代K11型衍生而出。

## 概要
此型旅行車之原廠代號為WK11型，其中「W」代表wagon（旅行車）之意，望文生義可知後車廂載貨空間被擴大。動力來源跟K11車型相同：997c.c.直列四缸SOHC CG10DE型引擎，或者1,274c.c.直列四缸SOHC CG13DE型引擎；變速系統一樣配備無段自動變速器或者四速自排。車身塗裝則有橘、銀、青及紺黑色四種專用色。
為了增加車廂空間，後座座椅採二段式對折設計，摺疊後可使後半部地板全部平坦。此外，1.3L引擎車型的後座頭枕可藏入後背，並設計了可掛行李袋的掛鉤。在軸距與K11車型相同的情況下，這部車的車尾被延長，故C柱後方多出一塊玻璃，與後車窗相連。

## 歷史
- 1999年10月 - 在第33屆東京車展發表。
- 1999年11月 - 委託高田工業（日语：高田工業）代工製造的March BOX正式上市。
- 2002年2月 - 隨著第三代K12車型的發表而停產。

## 內部連結
- 日產March

## 外部連結
- （日語）日本官方網站